# 토머스 제퍼슨의 종교적 견해

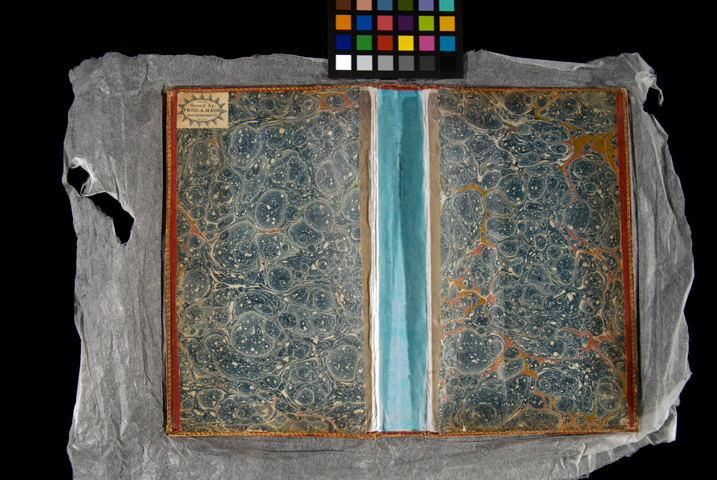
제퍼슨 성경은 예수의 제자들로부터 전해진 예수의 말씀만을 그리스어, 라틴어, 프랑스어, 영어로 병기하여 담고 있다.

토머스 제퍼슨의 종교적 견해는 당대 전통적인 기독교와는 크게 달랐다. 평생 동안 제퍼슨은 신학, 종교학, 도덕에 깊은 관심을 가졌다. 제퍼슨은 이신론, 계몽시대의 합리주의적 종교, 유신론적 합리주의, 유니테리언주의에 가장 편안함을 느꼈다. 그는 기독교의 도덕적 교훈에 공감하고 대체로 동의했다. 그는 예수의 가르침을 "인간에게 제공된 가장 숭고하고 자비로운 도덕 강령"으로 여겼으나, 예수의 순수한 가르침이 예수의 초기 추종자들 중 일부에 의해 도용되어 지혜의 "다이아몬드"와 고대 정치적 의도의 "똥"을 모두 포함하는 성경이 되었다고 주장했다.
제퍼슨은 "지배하는 섭리를 인정하고 숭배하는 것"(그의 제1차 취임 연설에서처럼)이 중요하며, 제2차 취임 연설에서는 "우리가 그분의 손 안에 있는 분, 옛 이스라엘처럼 우리 조상들을 이끄신 그분"의 은총을 얻어야 한다고 표명했다. 그럼에도 불구하고, 제임스 매디슨과 함께 제퍼슨은 버지니아에서 교회의 국가 재정 지원에 반대하는 길고 성공적인 운동을 벌였다. 제퍼슨은 또한 교회와 국가 사이의 분리의 벽이라는 구절을 1802년 코네티컷주 댄버리 침례교도들에게 보낸 편지에서 만들었다. 1800년 대선 운동 기간 동안 제퍼슨은 자신의 "비정통적인" 종교적 신념에 대한 불편함 때문에 공직을 맡기에 부적합하다는 비판자들과 싸워야 했다.
제퍼슨은 신약성경의 특정 구절들을 사용하여 나사렛 예수의 삶과 도덕(일명 "제퍼슨 성경")을 저술했는데, 이 책에는 예수의 기적은 모두 제외되었고 그의 도덕적 메시지가 강조되었다. 비록 그는 성직자의 많은 관행과 당대의 인기 있는 많은 기독교 교리에 반대한다는 입장을 자주 표명했지만, 제퍼슨은 예수를 도덕적 스승으로서 반복적으로 존경심을 표했으며, 평생 동안 자신을 기독교인(비록 그만의 독특한 기독교 유형을 따랐지만)이라고 일관되게 칭했다. 제퍼슨은 칼뱅주의, 삼위일체, 그리고 자신이 기독교에 스며든 플라톤주의적 요소라고 여겼던 것들에 반대했다. 그는 조지프 프리스틀리(미국으로 이주한 영국의 화학자이자 신학자)의 종교적 업적을 존경했다. 개인적인 편지에서 제퍼슨은 자신을 기독교인 외에도 다른 특정 철학을 신봉한다고 묘사했다. 이 편지들에서 그는 자신을 "에피쿠로스인(1819)", "19세기 유물론자"(1820), "나 혼자만의 유니테리언(1825)", 그리고 "나 혼자만의 종파"(1819)라고도 묘사했다.
존 애덤스와 제퍼슨이 1812년에서 1826년 사이에 서신 교환을 재개했을 때, 종교는 논의된 주제 중 하나였다. 팔순이 된 제퍼슨은 자신의 종교적 견해를 다음과 같이 기록했다.
우리가 우주를 그 전체적 또는 특정 부분에서 볼 때, 인간의 마음이 그 모든 구성 원자에서 디자인, 완벽한 기술, 무한한 힘을 인지하고 확신하지 않을 수 없다. 원심력과 구심력의 균형에 의해 정확히 그 궤도를 유지하는 천체의 움직임, 땅과 물, 대기, 동물과 식물 신체의 분포를 가진 우리 지구 자체의 구조, 그 모든 미세한 입자까지 검토된 것들, 생명의 단순한 원자인 곤충들, 그러나 사람이나 매머드처럼 완벽하게 조직된 것들, 광물질, 그것들의 생성과 용도, 이 모든 것에서 궁극적인 원인, 물질과 운동으로부터 만물을 창조하고, 그것들이 현재의 형태로 존재하도록 허락되는 동안 보존하고 조절하며, 새로운 다른 형태로 재생시키는 존재가 있다는 것을 인간의 마음이 믿지 않을 수 없다고 나는 말한다.

## 교회 출석
제퍼슨은 버지니아의 국교였던 잉글랜드 국교회가 버지니아 주 세금으로 유일하게 자금을 지원받던 시대에 그 교회에서 자랐다. 혁명 이전에 교구는 지방 정부의 단위였으며, 제퍼슨은 지역 교구에서 평신도 행정직인 교회 재산 관리 위원으로 일했다. 제퍼슨이 1769년에 선출된 버지니아 하원을 포함한 모든 수준의 공직 자격은 현재 국교에 소속되어야 하며 반대 의견을 표명하거나 교리1에 위배되는 어떤 것도 하지 않겠다는 약속을 요구했다. 제퍼슨은 성직자들을 친구로 여겼고, 그가 정기적으로 출석했던 성공회 교회에 재정적으로 기여했다.
혁명 이후, 미국 내 잉글랜드 국교회는 국교에서 제외되었다. 이 교회는 미국 성공회로 재편되었다. 남편이 제퍼슨의 절친한 친구였던 마거릿 베이야드 스미스는 제퍼슨의 대통령 재임 첫 해에 그가 공중 예배에 대한 존중으로 작은 가톨릭 예배당에서 일요일 "정기적으로 예배에 참석했다"고 기록했다. 이것은 새로운 도시에서 작은 성공회 교회를 제외하고 유일한 교회였다. 취임 1년 이내에 제퍼슨은 하원에서 교회 예배에 참석하기 시작했는데, 이는 그가 부통령이었을 때는 아직 시작되지 않았던 관습이었으며, 모든 기독교 종파의 설교자들이 참여했다.
제퍼슨의 직계 가족을 인터뷰할 수 있었던 유일한 전기 작가인 헨리 S. 랜들은 제퍼슨이 "대부분의 회중 구성원들만큼 정기적으로 교회에 참석했으며, 때로는 가족이 집에 있을 때 혼자 말을 타고 가기도 했다"고 기록했다. 또한 그는 "기독교 교회 건설에 아낌없이 기부하고, 성경 협회 및 기타 종교적 목적에 돈을 기부했으며, 성직자 지원에 자유롭고 정기적으로 기여했다. 그가 교구 목사에게 추가 비용(예: 집 건축) 발생 시 존중하는 섬세함으로 추가 및 요청하지 않은 기부금을 수락하도록 촉구하는 편지가 남아 있다."
만년에 제퍼슨은 삼위일체 교리를 믿지 않았기 때문에 세례받는 영아의 대부가 되는 것을 거부했다. 제퍼슨의 교회 출석에 대한 증언에도 불구하고, 그가 성찬식에 참여하거나 신앙을 확신했다는 증거는 없다.

## 제퍼슨과 이신론

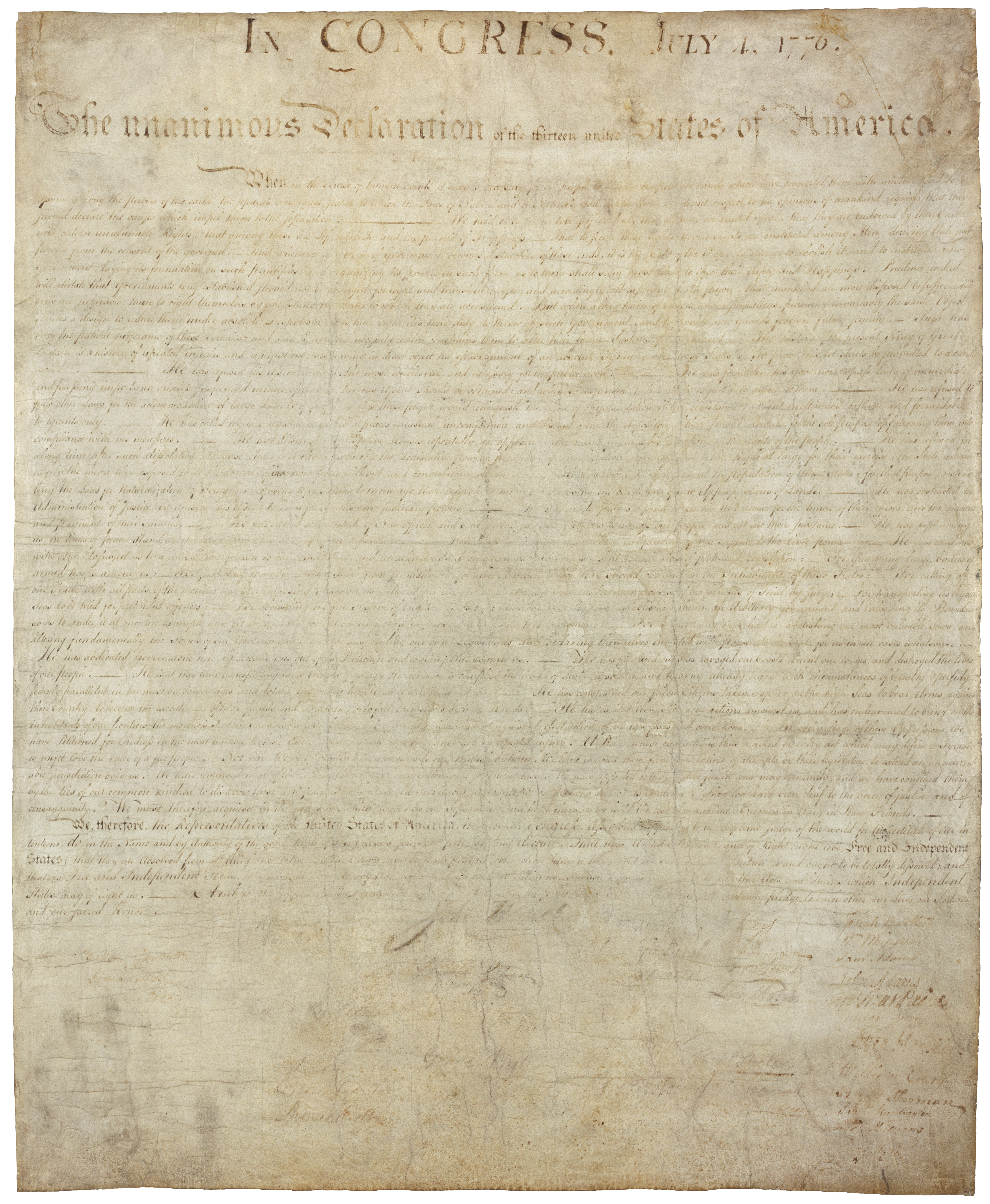
미국 독립선언

1760년, 16세의 제퍼슨은 윌리엄스버그의 윌리엄 & 메리 칼리지에 입학하여 2년 동안 윌리엄 스몰 교수의 지도 아래 수학, 형이상학, 철학을 공부했다. 그는 열정적인 제퍼슨에게 존 로크, 프랜시스 베이컨, 아이작 뉴턴을 포함한 영국 경험론자들의 저술을 소개했다. 제퍼슨 전기작가들은 그가 윌리엄 & 메리 칼리지에 있는 동안 이신론적 철학에 영향을 받았다고 말한다. 특히 볼링브로크의 영향을 받았다.
제퍼슨이 미국 독립선언에서 사용한 "자연의 신"과 같은 문구는 이신론의 전형적인 표현이지만, 당시 프랜시스 허치슨과 같은 비이신론 사상가들도 사용했다. 게다가 이는 자연법에 대한 로마 사상의 일부였고, 제퍼슨은 이 주제에 대한 마르쿠스 툴리우스 키케로의 독서에 영향을 받았다.
대부분의 이신론자들은 기적과 삼위일체에 대한 기독교적 개념을 부정했다. 비록 제퍼슨은 평생 동안 예수의 도덕적 가르침을 존경했지만, 기적이나 예수의 신성을 믿지는 않았다. 1788년 드 리외에게 보낸 편지에서 그는 대부가 되어달라는 요청을 거절하며 "내 생애 아주 초기부터" 삼위일체 교리를 받아들일 수 없었다고 말했다. 1820년 절친한 친구인 윌리엄 쇼트에게 보낸 편지에서 제퍼슨은 "내가 그[예수]의 모든 교리에 동의한다는 뜻이 아니다. 나는 유물론자다. 그는 영성주의의 편에 서서 죄의 용서를 위한 회개의 효력을 설교한다. 나는 죄를 속죄하기 위해 선행의 균형을 요구한다."고 말했다. 4년 뒤인 1824년, 제퍼슨은 예수의 "유물론"에 대한 자신의 견해를 변경하며 "... 우리 종교의 창시자는 인간에 관해서는 의심할 여지 없이 유물론자였다."고 명확히 했다.
제퍼슨은 일부 동시대인의 저술에서 이신론과 직접적으로 연관되었다. 패트릭 헨리의 미망인은 1799년에 "위대한 제퍼슨과 이신론 당의 모든 영웅들이 내 남편이 자연에 마지막 빚을 갚는 것을 보았으면 좋겠다"고 썼다. 저명한 가톨릭 신학자인 에이버리 둘레스는 윌리엄 & 메리 칼리지에 있을 때 "여러 교수들의 영향으로 그(제퍼슨)는 이신론 철학으로 개종했다"고 말한다. 둘레스는 다음과 같이 결론지었다.
요약하자면 제퍼슨은 유일신, 신의 섭리, 신의 도덕법, 사후의 보상과 처벌을 믿었지만, 초자연적인 계시를 믿지 않았기 때문에 이신론자였다. 그는 기독교를 자연 종교의 가장 높은 표현으로, 예수를 비교할 수 없는 위대한 도덕적 스승으로 보았기 때문에 기독교 이신론자였다. 그는 예수가 약속된 메시아이자 성육신한 하느님의 아들이라는 교리 등을 거부했기 때문에 정통 기독교인은 아니었다. 제퍼슨의 종교는 당대 미국 이신론의 전형적인 형태이다.
 둘레스는 역사가 스티븐 웹의 의견에 동의한다. 웹은 제퍼슨이 "섭리"를 자주 언급하는 것은 그의 이신론을 나타내는데, "대부분의 18세기 이신론자들은 섭리를 믿었다"고 말한다.
많은 전기 작가들과 일부 동시대인들이 제퍼슨을 이신론자로 특징지었지만, 역사학자들과 학자들은 제퍼슨의 현존하는 저작에서 그러한 자기 동일성(self-identification)을 찾지 못했다. 1803년 조지프 프리스틀리에게 보낸 편지에서 제퍼슨은 어떤 형태의 이신론에 대한 예수를 칭찬한다.
그는 1817년 존 애덤스에게 보낸 편지에서도 비슷한 생각을 표명했다.
1813년 8월 22일자 애덤스에게 보낸 편지에서 제퍼슨은 다음과 같이 썼다.
당신은 내 편지 중 하나에서 내가 프리스틀리의 '예정설', 그의 '영혼 없는 체계', 또는 호슬리와의 논쟁을 많이 읽지 않았다고 추측한 것이 옳다. 하지만 나는 그의 '기독교의 부패'와 '예수에 대한 초기 견해'를 반복해서 읽었다. 그리고 나는 그것들과 미들턴의 저술, 특히 그의 로마 서신과 워터랜드에게 보낸 편지를 내 믿음의 기반으로 삼고 있다. 이 저술들은 역사적 증거를 인용하여 반박된 적이 없으며, 그렇게 할 수도 없다. 따라서 나는 이 사실들을 위해 그들의 학문에 의지한다. 그들의 학문은 나의 학문보다 훨씬 우수하다.

## 버지니아의 종교 비설립

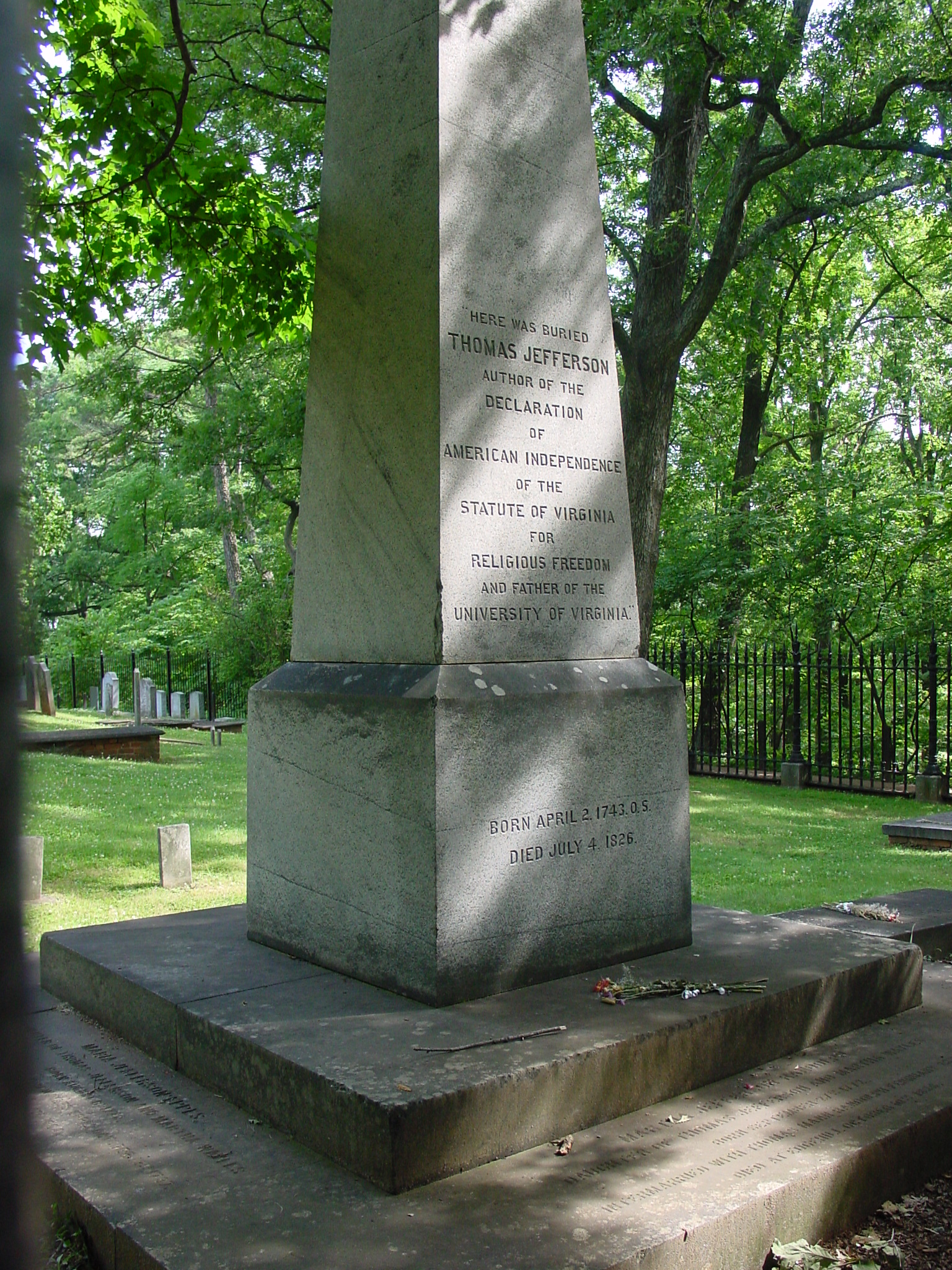
제퍼슨의 묘비. 그가 명시한 대로 비문에는 토머스 제퍼슨, 미국 독립선언의 저자, 버지니아의 종교자유령의 저자, 그리고 버지니아 대학교의 아버지, 여기에 묻히다라고 쓰여 있다.

제퍼슨에게 정교분리는 종교가 국가의 지지를 받고 그 종교를 믿지 않는 사람들이 권리를 박탈당하고 심지어 처벌받는 종교적 전횡을 개혁하는 데 필수적인 것이었다.
혁명 이후, 제퍼슨은 버지니아에서 종교의 비설립에 중요한 역할을 했다. 이전에는 국교였던 성공회 교회가 세금 지원을 받았고, 성공회 신자가 아니면 공직을 맡을 수 없었다. 장로교, 침례교, 감리교 교회는 세금 지원을 받지 못했다. 제퍼슨이 그의 저서 《버지니아 주에 대한 노트》에서 썼듯이, 혁명 이전 식민지 법은 "기독교인으로 자란 사람이 신의 존재나 삼위일체를 부인하면... 그는 첫 번째 위반 시 어떤 직위도 가질 수 없는 무능력으로 처벌받는다"고 규정하고 있었다.
1779년, 제퍼슨은 "버지니아의 종교자유령"을 제안했고, 이는 1786년에 채택되었다. 그 목표는 교회와 국가의 완전한 분리였다. 이 법령은 인간의 의견이 민사 치안판사의 관할 밖에 있다고 선언했다. 그는 정신이 강압에 종속되지 않으며, "우리의 시민권은 종교적 의견에 의존하지 않는다"고 주장했고, 인간의 의견은 민사 정부의 관심사가 아니라고 말했다. 시간이 지나면서 이것은 미국의 자유 헌장 중 하나가 되었다. 이 고양된 정신의 자유 선언은 유럽에서 "이전에는 알려지지 않았던 입법적 지혜와 관용의 예"로 환영받았다.
1784년부터 1786년까지 제퍼슨과 제임스 매디슨은 함께 패트릭 헨리가 버지니아에서 교회를 지원하기 위해 일반 세금을 부과하려는 시도에 반대했다. 1786년, 버지니아 주의회는 제퍼슨이 1779년에 처음 제출했던 종교 자유 법안을 통과시켰다. 이는 그가 자신의 묘비에 새긴 세 가지 업적 중 하나였다. 이 법은 다음과 같이 명시되어 있다.
어떤 사람도 어떤 종교적 예배, 장소 또는 성직자에게 강요되거나 지원하도록 강요되거나, 그의 신체나 재산에 강요, 제한, 방해 또는 부담을 받아서는 안 되며, 그의 종교적 의견이나 신념 때문에 달리 고통을 받아서도 안 된다. 오히려 모든 사람은 종교 문제에 있어서 자신의 의견을 자유롭게 고백하고 논증을 통해 유지할 수 있어야 하며, 이는 어떤 식으로든 시민적 능력을 감소시키거나 확대하거나 영향을 미쳐서는 안 된다."
1787년 버지니아주에 대한 노트에서 제퍼슨은 다음과 같이 언급했다.
기독교 도입 이후 수백만 명의 무고한 남성, 여성, 어린이가 불태워지고, 고문당하고, 벌금형에 처해지고, 투옥되었다. 이러한 강요의 효과는 무엇이었는가? 세상의 절반을 바보로 만들고 나머지 절반을 위선자로 만드는 것이었다. 온 땅에서 사기와 오류를 지지하는 것이었다. ... 그러나 우리의 자매 주들인 펜실베이니아와 뉴욕은 오랜 기간 동안 어떤 설립도 없이 존속해 왔다. 그들이 그것을 만들었을 때 그 실험은 새롭고 불확실했다. 그것은 상상을 초월하여 성공했다. 그들은 무한히 번성한다. 종교는 잘 지지된다. 실로 다양한 종류가 있지만 모두 충분히 좋다. 모두 평화와 질서를 유지하기에 충분하다. 또는 도덕을 전복할 교리를 가진 종파가 발생하면, 양식은 공정하게 작용하고, 이성은 그것을 비웃어 없애며, 국가가 그것으로 인해 번거로움을 겪지 않게 한다. 그들은 우리보다 더 많은 악인들을 교수형에 처하지 않는다. 그들은 종교적 불화로 더 많이 방해받지 않는다. 오히려 그들의 조화는 비할 데가 없으며, 그들의 무제한적인 관용 외에는 다른 어떤 상황으로도 설명될 수 없다. 왜냐하면 이는 지구상의 다른 모든 국가와 다른 유일한 상황이기 때문이다. 그들은 종교적 논쟁을 침묵시키는 방법은 그것들을 무시하는 것임을 행복하게 발견했다. 우리도 이 실험에 공정한 기회를 주고, 우리가 할 수 있는 한 그러한 폭정적인 법률들을 제거하자.

## 불신자로 비난 받다
1800년 미국 대통령 선거 기간 동안 뉴잉글랜드 팔라디움은 "만약 불신자 제퍼슨이 대통령으로 선출된다면, 그 순간 우리의 성스러운 종교에 사망 선고가 내려질 것이며, 우리의 교회들은 전복될 것이고, 이성의 여신이라는 이름으로 어떤 악명 높은 '매춘부'가 지극히 높으신 분을 숭배하는 성역을 지배하게 될 것"이라고 썼다. 연방주의자들은 제퍼슨을 "울부짖는 무신론자"이자 불신자라고 공격하며, 프랑스 혁명의 종교적, 정치적 극단주의에 대한 그의 매력이 그를 공직에 부적합하게 만든다고 주장했다. 그 당시 사람을 불신자라고 부르는 것은 그들이 신을 믿지 않는다는 것을 포함하여 여러 가지를 의미할 수 있었다. 이신론자들에게 흔히 가해지는 비난이었지만, 그들은 신을 믿었다. 또한 그들이 자란 기독교 신앙에 해를 끼친다고 여겨지는 사람들에게도 향했다.
조직적인 종교의 제도에 반대했지만, 제퍼슨은 일관되게 신에 대한 믿음을 표현했다. 예를 들어, 그는 1782년에 노예제에 반대하며 신의 정의라는 개념을 불러왔고 그의 두 번째 취임 연설에서는 신의 섭리를 불렀다.
제퍼슨은 신의 존재에 대해 의문을 제기하는 것을 주저하지 않았다. 1787년 조카이자 보호자였던 피터 카에게 보낸 편지에서 제퍼슨은 다음과 같은 조언을 했다.
이성을 확고히 자리 잡게 하고, 모든 사실과 모든 의견을 그 심판대에 올려라. 신의 존재에 대해서조차도 과감하게 의문을 제기하라. 만약 신이 존재한다면, 그는 맹목적인 두려움보다는 이성의 경배를 더 기뻐할 것이기 때문이다. ... 그 결과에 대한 두려움 때문에 이 탐구를 두려워하지 마라. 만약 그것이 신이 없다는 믿음으로 끝난다면, 너는 그 실천에서 느끼는 편안함과 즐거움, 그리고 그것이 너에게 가져다줄 다른 이들의 사랑에서 미덕에 대한 동기를 찾을 것이다.
 — Jefferson's Works, Vol. V., p. 322
1800년 선거 이후 제퍼슨은 자신의 종교적 견해가 대중에게 논의되는 것을 더욱 꺼리게 되었다. 그는 종교에 대한 개인적인 서신 말미에 종종 서신 내용에 대해 신중을 기해 달라는 요청을 덧붙였다.

## 정교분리
제퍼슨은 그가 "교회와 국가 사이의 분리의 벽"이라고 부른 것을 추구했으며, 이는 미국 수정 헌법 제1조에 의해 표현된 원칙이라고 믿었다. 제퍼슨의 문구는 국교금지조항에 대한 해석에서 대법원에 의해 여러 차례 인용되었는데, 레놀즈 대 미국 사건(1878), 에버슨 대 교육위원회 사건(1947), 맥콜럼 대 교육위원회 사건(1948)과 같은 사례들이 포함된다.
1802년 댄버리 침례교 협회에 보낸 편지에서 그는 다음과 같이 썼다.
종교가 오직 인간과 그의 신 사이에 있는 문제이고, 그가 그의 신앙이나 예배에 대해 다른 누구에게도 설명할 필요가 없으며, 정부의 입법 권한이 오직 행동에만 미치고 의견에는 미치지 않는다고 당신과 함께 믿으면서, 나는 미국 국민 전체의 행위를 지극히 경건하게 생각한다. 그 행위는 그들의 입법부가 "종교의 설립에 관하여 법률을 제정하거나, 그 자유로운 행사를 금지하는 법률을 만들지 않을 것"이라고 선언한 것이다. 이로써 교회와 국가 사이에 분리의 벽을 세웠다.
제퍼슨의 1805년 3월 4일 제2차 취임 연설 초안에서 그는 다음과 같이 말했다.
종교 문제에 있어서, 나는 그 자유로운 행사가 헌법에 의해 일반 정부의 권한과 독립적으로 놓여 있다고 여겼다. 그러므로 나는 어떤 경우에도 그것에 적합한 종교적 행사를 규정하지 않았으며, 헌법이 발견한 대로 여러 종교 사회가 인정하는 주 또는 교회 당국의 지시와 징계 아래에 두었다.
일부 정부가 종교와 사상을 규제하는 선택에 대해 제퍼슨은 다음과 같이 말했다.
정부의 합법적인 권한은 타인에게 해를 끼치는 행위에만 미친다. 그러나 내 이웃이 스무 명의 신이나 신이 없다고 말하는 것이 나에게 해를 끼치지 않는다. 그것은 내 주머니를 털지도 않고 내 다리를 부러뜨리지도 않는다.
이 진술에서 파생되어 제퍼슨은 정부와 교회 관계가 무관심해야 하며, 종교는 박해받지도 특별한 지위를 받지도 않아야 한다고 믿었다.
종교 집회에서 선동적이고 공공 평화에 반하는 어떤 일이 발생하면, 시장이나 장터에서 발생한 것과 동일하게 처벌해야 하며 그 이상도 이하도 아니다.
비록 그가 버지니아 주지사로서는 그렇게 했지만, 대통령 재임 중 제퍼슨은 기도와 감사의 날을 위한 포고령을 발표하는 것을 거부했다. 1808년 1월 23일 새뮤얼 밀러에게 보낸 편지에서 제퍼슨은 다음과 같이 말했다.
하지만 제가 금식과 기도의 날을 추천하는 것이지, 규정하는 것은 아닙니다.
그러나 《버지니아주에 대한 노트》에서 제퍼슨은 적어도 인류학적 관심에서 기독교 브래퍼튼 기관에 의한 "인디언 부족들 사이의 영구적인 선교"를 지지했다. 대통령으로서 그는 당시 이미 기독교화되고 세례받은 카스카스키아족 인디언들을 위한 사제와 교회를 위한 재정 지원을 승인했다. 에드윈 가우스태드는 이것이 인디언 부족들과의 관계를 안정시키기 위한 실용적인 정치적 움직임이었다고 썼다.
제퍼슨은 또한 그의 제1차 취임 연설에서 국가가 "지배하는 섭리를 인정하고 숭배하는 것"을 공개적으로 확인했으며, 제2차 취임 연설에서는 "우리가 그분의 손 안에 있는 분, 옛 이스라엘처럼 우리 조상들을 이끄신 그분"의 은총이 필요하다고 표명하며, 따라서 국가에 그와 함께 신에게 "간구에 동참할 것"을 요청했다.
1818년 모르데카이 마누엘 노아에게 보낸 편지에서 제퍼슨은 미국이 모든 종교 종파를 "동등한 위치"에 놓았다는 점에서 독특하다고 썼다. 이는 어떤 단일 종교도 다른 종교에 대한 국가 지원적 지배력을 가지지 않도록 보장했다. 그러나 국가는 할 수 있는 일이 많지 않았다. 같은 편지에서 그는 개인이 이웃에게 종교적 관용을 가지고 행동해야 한다고 말했다.

## 종교의 자유와 관용
제퍼슨은 다양한 종교적 배경을 가진 사람들을 관용하고, 시민권이 종교적 신념에 의해 제한되어서는 안 되는 미국을 구상했다. 존 로크의 관용론에 대한 그의 노트에서 제퍼슨은 다음과 같이 썼다.
(그는) 이 교도든 마호메트교도(무슬림)든 유대인이든 종교 때문에 국가의 시민권에서 배제되어서는 안 된다고 말한다.
그의 노트는 나중에 버지니아 종교자유령으로 번역되어 다음과 같이 썼다. "(우리의) 시민권은 우리의 종교적 의견에 의존하지 않는다."

## 제퍼슨, 예수, 그리고 성경
예수와 성경에 대한 제퍼슨의 견해는 엇갈렸지만 기독교에서 대체로 정통으로 여겨졌던 것과는 점차 거리가 멀어졌다. 제퍼슨은 1819년 한 편지에서 "당신은 칼뱅주의자라고 말한다. 나는 아니다. 아는 한, 나는 나 혼자만의 종파다"라고 말했다. 그는 또한 그리스도의 신성 사상을 거부했지만, 1819년 10월 31일 윌리엄 쇼트에게 보낸 편지에서 예수의 단편적인 가르침이 "인간의 입에서 나온 가장 숭고한 도덕 체계의 개요"를 구성한다는 확신을 가지고 있었다.
한편 제퍼슨은 "우리는 모두 예수의 도덕적 교훈의 의무에 동의하며, 그의 담론보다 더 순수하게 전달된 곳은 어디에도 없을 것이다"라고 단언했다. 또한 그는 "다른 모든 교리보다 그의 교리에 진심으로 애착을 가졌으며," "예수의 교리는 단순하며, 모두 인간의 행복으로 이끌어준다"고 주장했다. 그러나 제퍼슨은 성경의 신약성경 대부분을 거짓으로 간주했다. 1820년 윌리엄 쇼트에게 보낸 편지에서 제퍼슨은 많은 성경 구절들을 "매우 많은 거짓말, 사기, 기만"으로 묘사했다. 같은 편지에서 제퍼슨은 바울을 "예수의 교리를 처음으로 타락시킨 자"로 묘사했다.
제퍼슨은 또한 요한의 묵시록의 신적 영감을 부인하며 1825년 알렉산더 스미스에게 "그저 미치광이의 헛소리일 뿐, 우리의 밤 꿈의 비일관성보다 설명할 가치도 능력도 없다"고 묘사했다. 성경 연구를 통해 제퍼슨은 예수가 결코 자신을 신이라고 주장하지 않았다고 결론지었다.
1803년에 제퍼슨은 유니테리언 목사인 조지프 프리스틀리 박사의 "소크라테스와 예수 비교"라는 소책자를 읽은 후 기독교의 비교적 가치에 대한 "예수 교리의 장점에 대한 평가 개요"를 작성했다. 이 짧은 작품에서 제퍼슨은 예수의 "친족과 친구에 관한 도덕적 교리가 가장 정확한 철학자들의 것보다 더 순수하고 완벽했으며, 유대인들의 것보다 훨씬 더 그러했다"고 단언했지만, "그가 전한 것 중 단편들만이 훼손되고, 잘못 진술되었으며, 종종 이해할 수 없게 우리에게 전해졌다"고 주장했다. 또한 "그가 신성의 일원인지, 또는 신과 직접적인 소통을 했는지에 대한 질문은 그의 추종자들 중 일부가 주장하고 다른 이들이 부인하는 것으로, 현재의 견해와는 무관하다. 현재의 견해는 단지 그의 교리들의 본질적 가치를 평가하는 것일 뿐이다." 그는 1803년 벤저민 러시와 1820년 윌리엄 쇼트를 포함한 소수에게만 이를 보여주었다. 1813년 러시가 사망하자 제퍼슨은 가족에게 문서를 돌려달라고 요청했다.
1804년, 제퍼슨은 예수의 동정녀 탄생, 예수에게 기적, 신성, 그리고 예수의 부활 등 많은 다른 가르침과 사건들을 생략한 자신만의 복음서 버전을 짜깁기하기 시작했다. 그는 주로 그가 승인한 예수의 도덕 철학을 유지했으며, 재림, 미래의 심판, 천국, 지옥, 그리고 몇몇 다른 초자연적인 사건들도 포함했다. 이 편찬 작업은 1820년경에 완료되었지만, 제퍼슨은 이 작품들을 대중에게 공개하지 않았고, "나사렛 예수의 삶과 도덕"의 존재를 소수의 친구들에게만 인정했다. 이 작품은 그의 사후에 출판되었고 제퍼슨 성경으로 알려지게 되었다.

## 반성직주의, 반가톨릭주의, 반칼뱅주의
제퍼슨은 일부 개신교 성직자들을 친구로 삼았고, 일부 교회에 재정적으로 기부하기도 했지만, 개신교 성직자 전체와 로마 가톨릭 교회 전체에 대한 그의 태도는 극도의 혐오감이었다. 프랑스 혁명 직전 프랑스에 거주했던 제퍼슨은 가톨릭 사제와 주교들을 반동과 무지의 세력으로 여기며 깊이 의심하게 되었다. 그의 후기 개인 편지들은 가톨릭 성직자들이 민사 문제에 너무 많이 간섭하는 것을 경계한다는 것을 보여주었다. 그는 편지에서 다음과 같이 썼다. "역사는, 제가 믿기로는, 사제들에게 지배받는 사람들이 자유로운 시민 정부를 유지하는 예를 제공하지 않습니다" 그리고 "모든 나라, 모든 시대에 성직자는 자유에 적대적이었다. 그는 항상 전제군주와 동맹을 맺고, 자신의 보호를 받는 대가로 그의 학대를 조장한다."
1817년, 그는 존 애덤스에게 다음과 같이 썼다.
기독교 성직자들은 그리스도의 교리가 모든 사람의 이해 수준에 맞춰져 있고 너무나 명확하여 설명이 필요 없다는 것을 알자, 플라톤의 신비주의에서 인공적인 체계를 구축할 재료를 발견했다. 이 체계는 그 모호함 때문에 영원한 논쟁을 불러일으키고, 그들 자신의 직무에 일거리를 제공하며, 이윤, 권력, 그리고 우월성을 도입할 수 있었다. 예수 자신의 입에서 흘러나온 교리는 어린아이의 이해 수준에 불과하지만, 플라톤주의가 그 위에 접목된 것은 수천 권의 책으로도 아직 설명되지 않았다. 그 이유는 명백하다. 말도 안 되는 것은 결코 설명될 수 없기 때문이다.
1820년 윌리엄 쇼트에게 보낸 편지에서 제퍼슨은 "[T]그 심각한 적들은 다양한 종교 종파의 성직자들이다. 그들의 인간 정신에 대한 마법은 그 개선에 불길하다"고 썼다.
제퍼슨은 칼뱅주의를 맹렬히 반대했다. 그는 죽기 3년 전 존 애덤스에게 "칼뱅의 5대 강령의 불경스러운 부조리"를 비난하는 것을 멈추지 않았는데, "그의[칼뱅의] 종교는 악마주의였다. 만약 어떤 사람이 거짓 신을 숭배했다면, 그가 그랬다. 그의 5대 강령에 묘사된 존재는... 악의적인 영의 악마이다. 칼뱅의 잔인한 속성으로 신을 모독하는 것보다 신을 전혀 믿지 않는 것이 더 용서받을 만할 것이다."라고 썼다.

## 프리스틀리와 유니테리언주의
제퍼슨은 삼위일체 교리를 거부하는 유니테리언주의에 대체로 동의를 표했다. 제퍼슨은 유니테리언 교회에 가입한 적은 없지만, 필라델피아에 있을 때 유니테리언 예배에 참석했다. 그의 친구인 조지프 프리스틀리가 목사였다. 제퍼슨은 재러드 스파크스(유니테리언 목사, 역사가이자 하버드 총장), 토머스 쿠퍼, 벤저민 워터하우스, 존 애덤스를 비롯한 수많은 유니테리언들과 종교 문제에 대해 서신을 주고받았다. 1822년 벤저민 워터하우스에게 보낸 편지에서 그는 "왕이나 사제에게 양심을 넘겨주지 않은 자유로운 탐구와 믿음의 축복받은 이 나라에서, 오직 한 분이신 신의 진정한 교리가 부활하고 있음을 기뻐한다. 그리고 지금 미국에 살고 있는 젊은이 중 유니테리언으로 죽지 않을 자는 아무도 없을 것이라고 믿는다."고 썼다.
제퍼슨은 조지프 프리스틀리와 콘이어스 미들턴(기적과 계시에 의문을 제기하고 기독교가 사회 질서의 주요 지지대 역할을 강조한 영국 성직자)의 가르침을 자신의 신앙의 근거로 삼았다. 그는 필라델피아에 살던 프리스틀리와 친구가 되었다. 1813년 8월 22일 존 애덤스에게 보낸 편지에서 제퍼슨은 다음과 같이 썼다.
당신은 내 편지 중 하나에서 내가 프리스틀리의 '예정설', 그의 '영혼 없는 체계', 또는 호슬리와의 논쟁을 많이 읽지 않았다고 추측한 것이 옳다. 하지만 나는 그의 기독교의 부패와 '예수에 대한 초기 견해'를 반복해서 읽었다. 그리고 나는 그것들과 미들턴의 저술, 특히 그의 로마 서신과 워터랜드에게 보낸 편지를 내 믿음의 기반으로 삼고 있다. 이 저술들은 역사적 증거를 인용하여 반박된 적이 없으며, 그렇게 할 수도 없다. 따라서 나는 이 사실들을 위해 그들의 학문에 의지한다. 그들의 학문은 나의 학문보다 훨씬 우수하다.
제퍼슨은 예수의 동정녀 탄생, 예수의 신성, 그리고 삼위일체 교리에 대한 강력한 반대를 계속 표명했다. 애덤스에게 보낸 편지(1823년 4월 11일)에서 제퍼슨은 "그리고 언젠가 처녀의 자궁에서 지고한 존재가 그의 아버지로서 예수를 신비롭게 낳았다는 것은 미네르바가 유피테르의 뇌에서 태어났다는 신화와 같은 부류로 분류될 것이다"라고 썼다.
1821년 편지에서 그는 다음과 같이 썼다.
저는 이성적인 기독교를 향한 이성의 진전을 그 누구보다도 큰 기쁨으로 봅니다. 우리가 삼위일체라는 이해할 수 없는 난해한 용어를, 즉 셋이 하나이고 하나가 셋이라는 것을 없애고, 예수의 단순한 구조를 가리기 위해 세워진 인위적인 비계를 허물어뜨릴 때, 요컨대 그의 시대 이후에 가르쳐진 모든 것을 배우지 않고, 그의 입에서 순수하게 흘러나온 단순한 교리로 돌아갈 때, 우리는 진정으로 합당하게 그의 제자가 될 것입니다. 그리고 제 생각에는 그의 입에서 순수하게 흘러나온 것 외에 아무것도 추가되지 않았다면, 오늘날 전 세계가 기독교인이 되었을 것이라는 것입니다. 드레이크 박사의 사례가 흔하다는 것을 압니다. 종교 건축자들은 예수의 교리를 너무나 왜곡하고 변형시켜 신비주의, 환상, 거짓말로 뒤덮고, 너무나 기괴하고 상상할 수 없는 형태로 캐리커처화하여 이성적인 사상가들을 충격에 빠뜨리고, 전체에 반감을 품게 하며, 무모하게 그 창시자를 사기꾼으로 단정하게 만들었습니다. 주석가가 없었다면 불신자도 없었을 것입니다. ... 우리 나라 전체가 곧 창조주의 단일성으로 돌아올 것이고, 바라건대 예수의 순수한 교리도 따를 것이라고 거의 의심하지 않습니다.
제퍼슨은 한때 메인주 포틀랜드의 퍼스트 패리시 교회(유니테리언) 목사에게 자신과 소수의 친구들을 위한 예배를 요청하는 편지를 썼다. 교회는 남부로 보낼 성직자가 없다고 답했다. 1825년 워터하우스에게 보낸 편지에서 제퍼슨은 다음과 같이 썼다.
저는 우리 주에서 유일신 교리가 시작되는 것을 간절히 보고 싶습니다. 그러나 저희 동네 인구는 너무 적고, 다른 종파로 너무 많이 나뉘어 있어서 어떤 한 목사라도 제대로 부양하기가 어렵습니다. 따라서 저는 저 혼자 유니테리언으로 만족해야 할 것입니다. 비록 제 주위에는 많은 사람들이 질문이 공정하게 제시된다면 그렇게 될 것이라는 것을 알지만 말입니다.
리처드 프라이스와 프리스틀리의 추종자들이 자유 의지와 영혼의 존재 여부에 대해 논쟁하기 시작했을 때(프리스틀리는 유물론적 입장을 취했다), 제퍼슨은 유니테리언들이 서로 교리를 논쟁하는 것을 중요하게 여기는 것에 우려를 표했다. 1822년 그는 퀘이커교도들을 본받아야 할 예시로 들었다.
제퍼슨 시대에 유니테리언주의는 일반적으로 기독교의 한 분파로 여겨졌다. 원래 이신론은 삼위일체론과 그리스도의 선재에 의문을 제기했다. 1800-1850년 기간 동안 유니테리언주의는 기적, 성경 영감설, 예수의 동정녀 탄생의 존재에 대해서도 의문을 제기하기 시작했지만, 예수의 부활에 대해서는 아직 의문을 제기하지 않았다. 현대 유니테리언주의는 더 이상 신의 존재를 믿는 것을 의미하지 않는다. 일부 유니테리언들은 유신론자이고 일부는 그렇지 않다. 현대 유니테리언들은 제퍼슨을 동류 의식과 그들의 역사에 중요한 인물로 여긴다. Famous UUs 웹사이트는 다음과 같이 말한다.
그의 시대의 많은 다른 사람들(그는 미국에서 제도적 유니테리언주의가 설립된 지 불과 1년 후에 사망했다)과 마찬가지로, 제퍼슨은 교회 회원으로서는 아니었지만 신학적으로는 유니테리언이었다. 그는 평생 동안 버지니아 자택 근처에 유니테리언 교회가 없었기 때문에 유니테리언 교단에 가입한 적이 없었다. 그는 근처에 있을 때 조지프 프리스틀리의 펜실베이니아 교회에 정기적으로 출석했으며, 프리스틀리의 신학이 자신의 신학이라고 말했다. 프리스틀리가 유니테리언으로 확인되어야 한다는 것은 의심의 여지가 없다. 제퍼슨은 자택 근처의 성공회 교단에 계속 남아 있었지만, 삼위일체 신학에 충분히 동의하지 않았기 때문에 대부가 될 수 있는 자격에서 자신을 제외했다. 그의 저서, 제퍼슨 성경은 신학적으로 유니테리언이었다...

## 같이 보기
- 토머스 제퍼슨의 참고 문헌
- 예수주의
- 미국 대통령의 종교적 소속
- 유신론적 합리주의

## 참고 문헌
- Gaustad, Edwin S. Sworn on the Altar of God: A Religious Biography of Thomas Jefferson (2001) Wm. B. Eerdmans Publishing, ISBN 0-8028-0156-0
- Healey, Robert M. Jefferson on religion in public education (Yale University Press, 1962)
- Koch, Adrienne. The Philosophy of Thomas Jefferson (Columbia University Press, 1943)
- Neem, Johann N. "Beyond the Wall: Reinterpreting Jefferson's Danbury Address." Journal of the Early Republic 27.1 (2007): 139–154.
- Novak, Michael. The founders on God and government (Rowman & Littlefield Publishers, 2004)
- Perry, Barbara A. "Jefferson's legacy to the Supreme Court: Freedom of religion." Journal of Supreme Court History 31.2 (2006): 181–198.
- Ragosta, John A. "The Virginia Statute for Establishing Religious Freedom." in y Francis D. Cogliano, ed., A Companion to Thomas Jefferson (2011): 75–90.
- Sanford, Charles B. The Religious Life of Thomas Jefferson (1987) University of Virginia Press, ISBN 0-8139-1131-1
- Sheridan, Eugene R. Jefferson and Religion, preface by 마틴 마티, (2001) University of North Carolina Press, ISBN 1-882886-08-9
- Edited by Jackson, Henry E., President, College for Social Engineers, Washington, D.C. "The Thomas Jefferson Bible" (1923) Copyright Boni and Liveright, Inc. Printed in the United States of America. Arranged by Thomas Jefferson. Translated by R. F. Weymouth. Located in the National Museum, Washington, D.C.

### 주요 출처
- Thomas Jefferson to John Adams, 11 April 1823
- "토머스 제퍼슨의 성경" – 국립 미국사 박물관